# Ворд (Південна Кароліна)
Ворд (англ. Ward) — місто (англ. town) в США, в окрузі Салуда штату Південна Кароліна. Населення — 119 осіб (2020).

## Географія
Ворд розташований за координатами 33°51′26″ пн. ш. 81°43′53″ зх. д. / 33.85722° пн. ш. 81.73139° зх. д. (33.857297, -81.731334).  За даними Бюро перепису населення США в 2010 році місто мало площу 2,01 км², уся площа — суходіл.

## Демографія
Згідно з переписом 2010 року, у місті мешкала 91 особа в 43 домогосподарствах у складі 26 родин. Густота населення становила 45 осіб/км².  Було 56 помешкань (28/км²).
Расовий склад населення:
| - 69,2 % — білих - 19,8 % — чорних або афроамериканців - 9,9 % — осіб інших рас |

До двох чи більше рас належало 1,1 %. Частка іспаномовних становила 9,9 % від усіх жителів.
За віковим діапазоном населення розподілялося таким чином: 15,4 % — особи молодші 18 років, 68,1 % — особи у віці 18—64 років, 16,5 % — особи у віці 65 років та старші. Медіана віку мешканця становила 39,6 року. На 100 осіб жіночої статі у місті припадало 111,6 чоловіків;  на 100 жінок у віці від 18 років та старших — 113,9 чоловіків також старших 18 років.
Середній дохід на одне домашнє господарство  становив 51 521 долар США (медіана — 33 438), а середній дохід на одну сім'ю — 45 461 долар (медіана — 33 750). За межею бідності перебувало 8,9 % осіб, у тому числі 0,0 % дітей у віці до 18 років та 0,0 % осіб у віці 65 років та старших.
Цивільне працевлаштоване населення становило 47 осіб. Основні галузі зайнятості: будівництво — 21,3 %, виробництво — 17,0 %, оптова торгівля — 14,9 %, роздрібна торгівля — 14,9 %.